# Riu Blackwater
|  | Per a altres significats, vegeu «Riu Blackwater (Kerry)». |

El riu Blackwater del sud-est de Virgínia flueix des de la seua capçalera a prop de la ciutat de Petersburg (Virgínia) fent 105 milles (170 km) a través de la regió Planúria Costera Interior de Virgínia (part de la Planúria Costera Atlàntica). El Blackwater conflueix amb el riu Nottoway sent els dos afluents del riu Chowan, que desemboca en l'ansa Albemarle. La confluència Blackwater-Nottoway forma el termenal entre Virginia i Carolina del Nord.